# Доно 1-е
Доно 1-е — село Калганского района Забайкальского края в составе сельского поселения «Доновское».

## География
Село занимает северо-восточную часть бывшей общей территории села Доно: дома по ул. Юбилейной, Молодёжной (полностью), Нагорной, Лелекова и Центральной (частично).

## Население
| 2021 |
| ---- |
| 0    |

## История
Решение о создании нового села было принято Законом Читинской края от 25 декабря 2013 года.
Распоряжением Правительства России от 11 апреля 2015 года N 636-р, соответственно новообразованному сёлу было присвоено наименование Доно 1-е.